# Malomipari Múzeum
A Malomipari Múzeum Budapest egyik jelentős ipar- és technikatörténeti szakmúzeuma a Ferencvárosban (a IX. Soroksári út 24. szám alatt). Fenntartója a Concordia Közraktár Kereskedelmi Zrt. volt.
A gyűjtemény régebben felszámolt malmok berendezéseiből, tárgyi emlékeiből állt össze. 1978-ban állandó, de zártkörű ipartörténeti kiállításként nyílt meg, 1984-ben hivatalosan szakmúzeummá nyilvánították és megnyitották a nagyközönség számára. Azóta Malomipari Múzeum néven fogadta látogatóit. 2012-ben ideiglenes jelleggel bezárt. Újranyitása valószínűleg azóta sem várható. A tárgyak tulajdonosa és kezelője a Magyar Mezőgazdasági Múzeum.

## Az épület

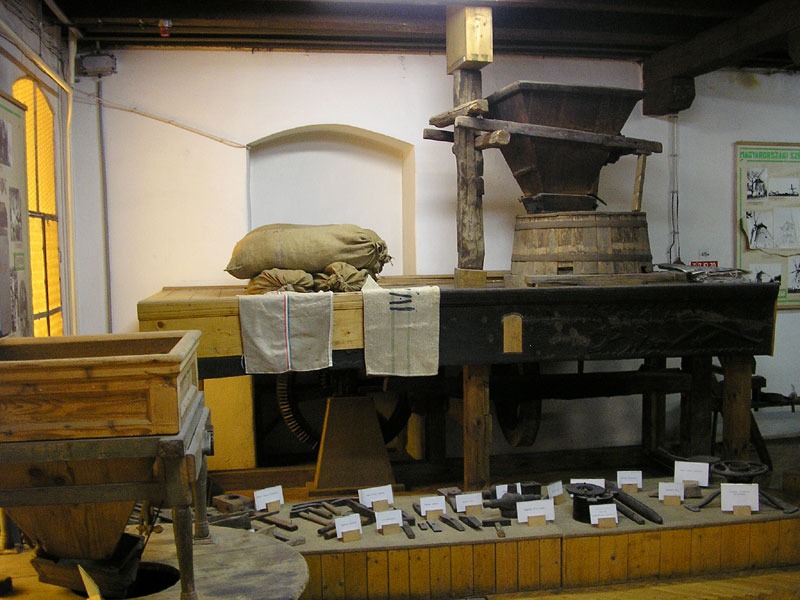
Kőpad a múzeum kiállításán

## A magyar malomipar történetét bemutató kiállítás

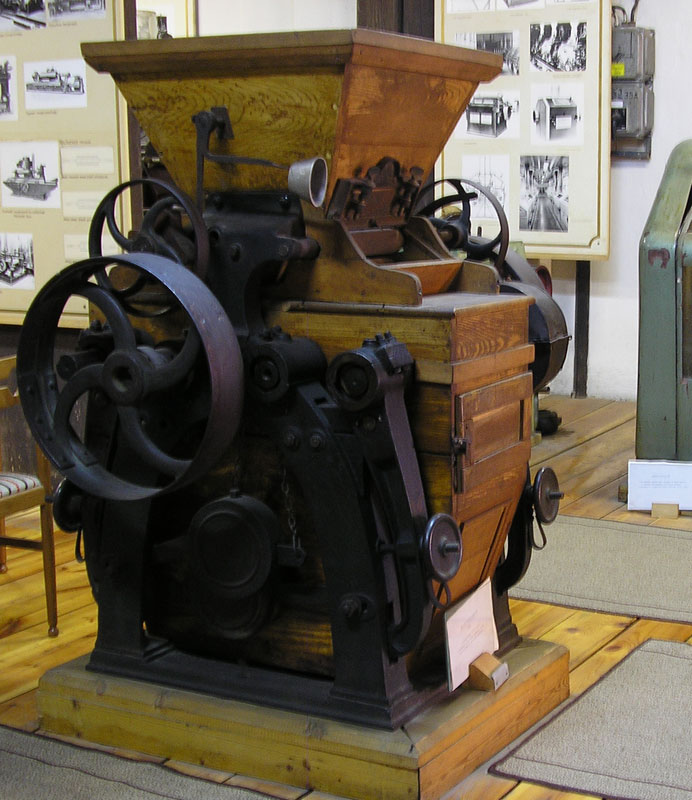
A Ganz-gyár hengerszéke 1876-ból

A gyűjtemény rövid áttekintést nyújt a malmok fejlődéséről az ősi kézimalomtól kezdve a hagyományos vízi-, hajó-, száraz- és szélmalmon keresztül a hazai gyáripari jellegű nagymalmokig és a malomgépgyártás virágkoráig. 
Az első szinten az egyszerűbb, sok évszázados technikákat tablókon, maketteken, különböző méretű és funkciójú őrlőköveken mutatják be. Ennek a szintnek legnagyobb méretű tárgyi emléke a víz- és szélmalom egyik alapvető részegysége, egy eredeti ún. kőpad, oldalán díszes faragással. 
A kiállítás leglátványosabb része a második szinten berendezett eredeti gépgyűjtemény. Legrégibb darabja, egy Ganz-gyártmányú hengerszék 1876-ból való. 
Hazánkban a malmi gyáripart a Széchenyi István által kezdeményezett Pesti Hengermalom Társaság gőzmalma hívta életre, mely 1841-ben kezdte meg a termelést. Ebben a gőzgéppel üzemelő malomban működtek az ország első, még külföldön gyártott hengerszékei, melyek a hagyományos eljárásoknál nemcsak több, hanem jóval magasabb minőségű és többféle liszt előállítását tették lehetővé. A 19. század 60-as éveitől robbanásszerűen kialakult malmi nagyipar valóságos „húzóágazattá” vált a gyáripar számára. 
A kiállítás több hazai gyártású berendezés mellett bemutatja a feltalálókat és legfontosabb találmányaikat is. A Ganz-gyár műszaki igazgatója, Mechwart András kéregöntésű acélhengerekkel ellátott hengerszéke forradalmasította a gabonaőrlést és a gyár egyik legkeresettebb, sorozatban gyártott terméke lett.

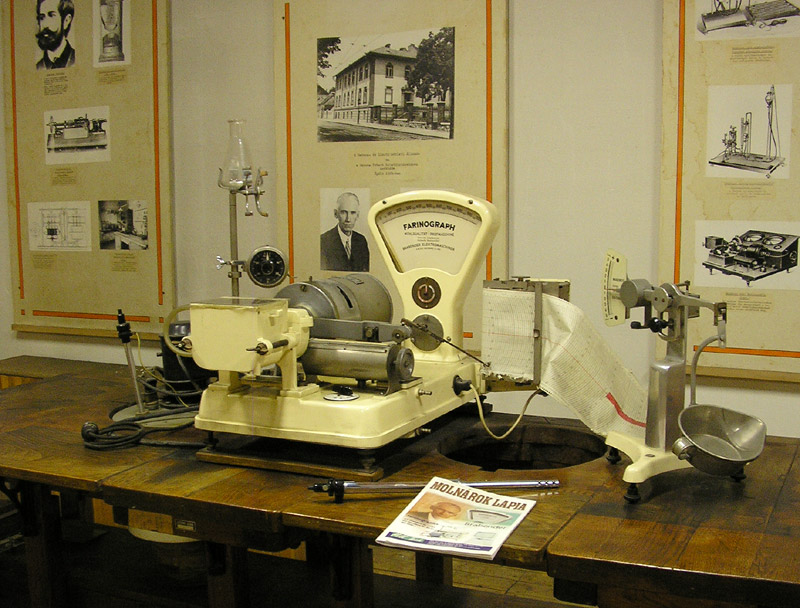
Farinográf

Látható a kiállításon az Első Budapesti Gőzmalmi Rt. igazgatója, Haggenmacher Károly síkszitájának egyik korai darabja is, mely az osztályozás műveletében hozott alapvető változást. Budapesten szabadalmaztatott találmányából szintén világszerte alkalmazott berendezés született.
Az erős piaci verseny a malomiparban is a minőségi követelményeket, az új technológiai megoldásokat helyezte előtérbe. A múzeum felső szintje a 20. század első évtizedeinek néhány újítását mutatja be részben makettek, részben eredeti tárgyi emlékek, köztük egy hektoliter-súlymérő műszer segítségével. Itt ismerkedhetünk meg Hankóczy Jenő gabona- és liszttudós tevékenységével és legfontosabb találmányával, a búzaliszt minőségét meghatározó farinográffal. A kiállításon ennek egyik eredeti példánya látható, a műszert jelenleg is gyártja és fejleszti egy német cég.

## A múzeum bezárása
2012-ben a múzeum vezetőjét, Sebők Tibor (1947–) mérnököt nyugdíjazták, a múzeumot egyelőre ideiglenes jelleggel bezárták, majd gyűjteményi anyagát becsomagoltatták, s részben elszállíttatták. Sorsa ekkor még bizonytalan volt. 2019-re valószínűleg a múzeum véglegesen bezárult. A Magyar Múzeumok honlapján még „ideiglenesen zárva” kitétellel máig szerepel.
A múzeum tárgyi anyagának kezelése 2013-tól a Magyar Mezőgazdasági Múzeumhoz került.
Sebők Tibor még 2010-ben tanácsaival segítette Klement Judit Gőzmalmok a Duna partján – A budapesti malomipar a 19-20. században című könyvének létrejöttét.